# Système à deux vitesses
L'expression « système à deux vitesses » désigne, normalement de façon péjorative, la concurrence néfaste d'un service privé parallèle à un service public et, conséquemment, l'érosion de la qualité et de l'efficacité du service public. L'expression est utilisée tant en santé et qu'en éducation et s'applique à plusieurs autres services publics.   
On utilise l'expression « médecine à deux vitesses » pour désigner la concurrence d'un service de santé privé à un service public universel.  